# Semutophila
Semutophila is een geslacht van vlinders van de familie bladrollers (Tortricidae), uit de onderfamilie Olethreutinae.

## Soorten
- S. saccharopa Tuck, 1986
- S. susurra Tuck, 1986